# عزلة السويداء (تعز)

تعديل مصدري - تعديل

عزلة السويداء هي إحدى عزل مديرية الوازعية في محافظة تعز اليمنية ويبلغ تعداد سكانها 472 نسمة حسب التعداد السكاني في اليمن لعام 2004.

## روابط خارجية
- الجهاز المركزي للإحصاء بالجمهورية اليمنية
- المركز الوطني للمعلومات باليمن
- World Gazetteer:Yemen
- الدليل الشامل